# 永宁州 (丽江路)
永宁州，元朝时设置的州。
永宁州原名楼头睒，接吐蕃东徼，地名答蓝，麽、些蛮祖泥月乌逐出吐蕃，遂居此睒，原属大理国。元宪宗三年（1253年），其31世孙和字内附。至元十六年（1279年），改楼头赕为永宁州，治所在今云南省宁蒗彝族自治县西北永宁。属丽江路。明朝时，属鹤庆府。永乐四年（1406年）升为永宁府。